# Donja Pološnica
Donja Pološnica es un pueblo ubicado en la municipalidad de Kosjerić, en el distrito de Zlatibor, Serbia.

## Superficie
Posee una superficie de 5,389 kilómetros cuadrados.

## Demografía
Hasta 2011 la población era de 113 habitantes, con una densidad de población de 20,97 habitantes por kilómetro cuadrado.